# Soutrali
 (mars 2022).
Soutrali est une start-up africaine de Marché financier crée en janvier 2018 , ce marché dont les devises appelés les highcoin, sont des crédits de pièce indépendante qui s'échange l'une contre l'autre par des Taux de change.
On ne peut pas échanger de devise mais on achète les pièces de credit highcoin numérique qu'il faut ensuite suivre les variations quotidiennement sur le marché Highinvest.
Le Highding est un système d'achat indépendant non régis par l'économie , developper par le groupe soutrali finance pour parier sur la hausse d'une pièce highcoin a travers des lots de crédits de pièces appeler tokens highcoin , cela permet au Highdeur d'être indépendant financièrement pour apporter de l'aide au commerçant et société.

## Crédit soutrali
Œuvrant dans le domaine du commerce, des Marché financier et de la solidarité , soutrali aide les commerçants nationaux et internationaux à avoir des crédits de commerce grâce à l'achat des pièces highcoin sur le marché highinvest un financement qui a été bénéficié par des centaines de commerçants et élèves depuis 2021 , la réductions du chômage par les tombola soutrali organiser depuis 2021, le groupe soutrali finance s'engage a rester sur ce chemin pour le bien être de la jeunesse et leurs projets futurs 

## Soutrali Market (commerce)
Professionnel du secteur du commerce en Afrique, soutrali soutient les commerçants avec son système de vente web soutrali Market qui apporte des crédits au Pme dans la vente en ligne et le développement de leurs secteurs d'activité respective a travers des cheques , député-maire de la commune d’Adjamé, est plus que jamais engagé pour le bien-être de la jeunesse de sa commune dans le concept du groupe soutrali finance pour son engagement dans le domaine de la finance .Le financement des Pme dans le cadre soutrali aidant les jeunes visionnaires de projets de pouvoir se lancer dans leurs activités respectives .